# Ion-Cătălin Grecu
Ion-Cătălin Grecu (n. 17 aprilie 1978, Slatina, Olt, România) este un deputat român, ales în 2020 din partea PSD. 